# Edmund Gunter
 Edmund Gunter (ur. 1581, Hertfordshire, Anglia, zm. 10 grudnia 1626, Londyn) – matematyk, wynalazca i konstruktor licznych przyrządów pomiarowych; skonstruował także poprzednik suwaka logarytmicznego.
Profesor astronomii w Gresham College w Londynie od roku 1619 aż do śmierci. W dziele Canon Triangulorum (1620) jako pierwszy opublikował tablice logarytmów oraz sinusów i tangensów, a także pierwszy użył terminów cosinus i cotangens. Wynalazł m.in. „łańcuch Guntera”, urządzenie miernicze; jego konstrukcji kwadrant służył do pomiarów czasu i położenia Słońca. „Skala Guntera”, zwana także „linijką Guntera” (a przez marynarzy nazywana po prostu gunterem) była rodzajem rozległej siatki logarytmicznej narysowanej na arkuszu.
Za pomocą pewnych dodatkowych urządzeń można było przy jej użyciu mnożyć i dzielić liczby. Stanowi poważny krok na drodze do konstrukcji suwaka logarytmicznego. Udoskonalił ją William Oughtred.